# Jacopo Nani
Pour les articles homonymes, voir Nani (homonymie).
Jacopo Nani  est un peintre italien  de la période du baroque tardif, qui a été actif au XVIIIe siècle à Naples.

## Biographie
Jacopo Nani  a été employé à la cour du roi Charles III de Bourbon. Il a peint des paysages et des natures mortes dans le style d'Andrea Belvedere.

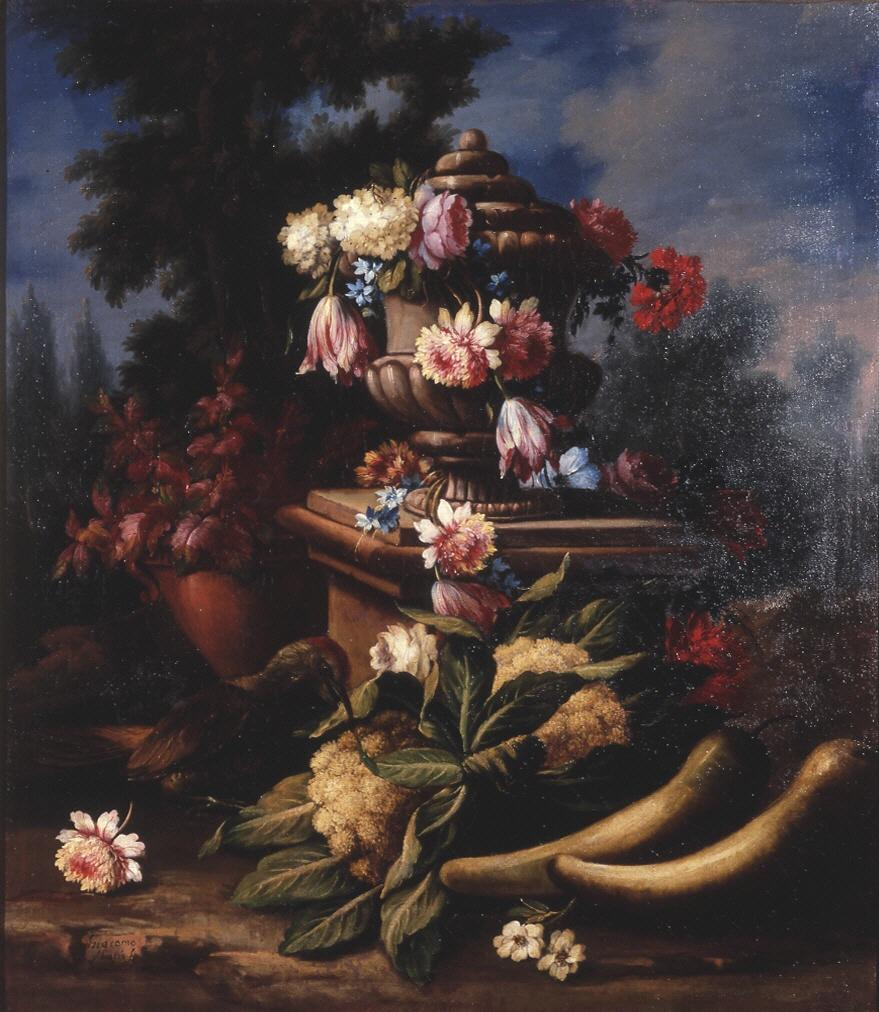
Giacomo Nani - Fiori

## Œuvres
- Jatte de fleurs : Tulipes, boules de neige, œillets et fruits sur fond de paysage.
- Nature morte de fruits et fleurs dans un décor de jardin.